# Philipp Huber (Architekt)
Philipp Eugen Huber (* 22. Juni 1878 in Trippstadt; † 3. Februar 1941 in Köln-Klettenberg) war ein deutscher Architekt und Direktor der Baugewerkschule Köln.

## Leben

### Familie
Huber war ein Sohn des Posthalters, Kaufmanns und Landwirts Philipp Huber und dessen Ehefrau Lina Huber geb. Kettering. Aus seiner am 4. Oktober 1909 mit Christine, geb. Huber, geschlossenen Ehe stammen ein Sohn und eine Tochter.

### Ausbildung und Beruf
Nach dem Besuch der fünfklassigen Volksschule in Trippstadt wechselte Huber auf die Kreisrealschule Kaiserslautern. Ab 1896 besuchte Huber erfolgreich die Industrieschule Augsburg, die er mit einem Abgangszeugnis vom 14. Juli 1898 verließ. Mit dieser Qualifikation konnte er das Studium der Architektur an der Technischen Hochschule München aufnehmen, das er am 10. August 1903 mit der Diplom-Hauptprüfung abschloss.
Zum 30. November 1904 wurde Huber im Büro des renommierten Architekten Rudolf Zahn in Berlin-Charlottenburg als Architekt und Bauführer angestellt. Zum 1. April 1907 wechselte er in gleicher Eigenschaft zum herausragenden Augsburger Architekturbüro von Walter Krauß und Hermann Dürr. Diese Stelle hatte er bis zum 30. September 1908 inne.
Zum Beginn des Wintersemesters 1908/1909 wurde Huber Hilfslehrer an der Baugewerkschule Köln. Er war dann vom 24. März bis 30. September 1909 erneut bei Krauß und Dürr in Augsburg als Bauleiter und Architekt beschäftigt. Zum Wintersemester 1909/1910 war er wieder Hilfslehrer in Köln. Nach dieser Bewährungsphase wurde er ab dem 1. April 1910 als Probelehrer übernommen und am 1. Oktober 1911 zum Oberlehrer befördert.
Vom 15. November 1922 bis zum 31. März 1924 war Huber als hauptamtlicher Mitarbeiter im gewerbeschultechnischen Dezernat der Stadt Köln tätig, um anschließend kommissarisch die Aufgaben des Direktors der Baugewerkschule Köln zu übernehmen. Noch im gleichen Jahr wurde er zum Oberstudiendirektor befördert und übernahm die Leitungsfunktion endgültig und füllte sie bis 1931 aus.
Unter Hubers Ägide wurde das Baugewerkschulgebäude im Jahr 1930 umgebaut und erweitert.
Am 1. Oktober 1931 wurde Huber zum Professor ernannt und an das Berufspädagogische Institut Köln berufen. Er wird zuletzt 1938 als Professor in Köln genannt.

### Militärdienst
Am 1. Oktober 1903 trat Huber seinen Militärdienst als Einjährig-Freiwilliger beim 3. Infanterie-Regiment „Prinz Karl von Bayern“ der Bayerischen Armee in Augsburg an, den er am 30. September 1904 als Unteroffizier der Reserve beendete. In Friedenszeiten nahm er an mehreren Manövern teil und wurde zum Leutnant der Reserve befördert. Nach Beginn des Ersten Weltkriegs wurde Huber im August 1914 als Zugführer beim 8. Infanterie-Regiment „Großherzog Friedrich II. von Baden“ eingesetzt. Im Verlauf des Krieges wurde er mehrfach befördert und versetzt. Als Hauptmann und Bataillonskommandeur beim 2. Infanterie Regiment „Kronprinz“ wurde Huber am 18. September 1918 verwundet und nach dem anschließenden Lazarettaufenthalt am 11. Januar 1919 aus dem Heeresdienst entlassen. Am 25. Oktober 1918 war er mit dem Eisernen Kreuz erster Klasse ausgezeichnet worden. Im Jahr 1922 erhielt er nachträglich das Verwundetenabzeichen.

## Schriften
- Phil[ipp] Huber: „Das Rote Haus am Salierring“ nach dem Umbau im Jubiläumsjahr 1929. In: Vereinigung ehemaliger Besucher sowie Freunde und Gönner der Staatlichen Baugewerkschule Köln (Hrsg.): 50 Jahre Staatliche Baugewerkschule in Köln am Rhein 1879–1929. Verlag Fuhrmann, Köln 1929, S. 4 ff.